# Roncesvalles-Selva de Irati
Roncesvalles-Selva de Irati este o arie protejată (arie specială de conservare — SAC, sit de importanță comunitară — SCI, arie de protecție specială avifaunistică — SPA) din Spania întinsă pe o suprafață de 18.077,73 ha, integral pe uscat.

## Localizare
Centrul sitului Roncesvalles-Selva de Irati este situat la coordonatele 42°58′03″N 1°03′36″W / 42.9676°N 1.0599°V.

## Înființare
Situl Roncesvalles-Selva de Irati a fost declarat arie de protecție specială avifaunistică în decembrie 1990 pentru a proteja 4 specii de plante și 36 de specii de animale. Alte tipuri de protecție:
- sit de importanță comunitară (în martie 1999)
- arie specială de conservare (în februarie 2011)[1][3][4]

## Biodiversitate
Situată în ecoregiunea alpină, aria protejată conține 20 de habitate naturale: Păduri de fag acidofile atlantice, cu subarboret de Ilex și, uneori, de asemenea, Taxus, la nivelul arbuștilor (Quercion robori-petraeae sau Ilici-Fagenion), Pajiști uscate europene, Lande oro-mediteraneene cu formațiuni endemice de grozamă, Mlaștini turboase de tranziție și turbării mișcătoare, Pajiști umede atlantice temperate cu Erica ciliaris și Erica tetralix, Liziere de ierburi înalte hidrofile de câmpie și de nivel montan până la alpin, Peșteri inaccesibile publicului, Pajiști alpine și subalpine calcaroase, Formațiuni ierboase bogate în specii de Nardus, dezvoltate pe substraturi silicioase în zone montane (și în zone submontane, în Europa continentală), Pante stâncoase silicioase cu vegetație casmofită, Păduri aluvionare cu Alnus glutinosa și Fraxinus excelsior (Alno-Padion, Alnion incanae, Salicion albae), Păduri de fag Asperulo-Fagetum, Grohotișuri termofile și vest-mediteraneene, Pajiști alpine și boreale, Matorral arborescenți cu Juniperus spp., Formațiuni stabile xerotermofile de Buxus sempervirens pe pante stâncoase (Berberidion p.p.), Pajiști uscate seminaturale și facies de acoperire cu tufișuri pe substraturi calcaroase (Festuco-Brometalia) (* situri importante pentru orhidee), Păduri mediteraneene de Taxus baccata, Pante stâncoase calcaroase cu vegetație casmofită, Păduri de Castanea sativa.
La baza desemnării sitului se află mai multe specii protejate:
- plante (4): Buxbaumia viridis, mușchi (Dicranum viride), Narcissus asturiensis, Narcissus pseudonarcissus subsp. nobilis
- păsări (22): uliu porumbar (Accipiter gentilis), pescăruș albastru (Alcedo atthis), fâsă-de-câmp (Anthus campestris), acvilă de munte (Aquila chrysaetos), caprimulg (Caprimulgus europaeus), mierla de apă (Cinclus cinclus), șerpar (Circaetus gallicus), erete vânăt (Circus cyaneus), ciocănitoare cu spate alb (Dendrocopos leucotos), ciocănitoare neagră (Dryocopus martius), șoim călător (Falco peregrinus), zăgan (Gypaetus barbatus), vulturul pleșuv sur (Gyps fulvus), acvilă pitică (Hieraaetus pennatus), sfrâncioc roșiatic (Lanius collurio), Leiopicus medius, ciocârlie de pădure (Lullula arborea), gaia roșie (Milvus milvus), vultur egiptean (Neophron percnopterus), Perdix perdix hispaniensis, viespar (Pernis apivorus), Pyrrhocorax pyrrhocorax
- mamifere (7): liliac cârn (Barbastella barbastellus), Galemys pyrenaicus, vidră de râu (Lutra lutra), liliac cu aripi lungi (Miniopterus schreibersii), nurcă (Mustela lutreola), liliacul mare cu potcoavă (Rhinolophus ferrumequinum), liliacul mic cu potcoavă (Rhinolophus hipposideros)
- nevertebrate (6): Austropotamobius pallipes, croitorul mare al stejarului (Cerambyx cerdo), fluturele auriu (Euphydryas aurinia), Graellsia isabellae, gândacul de apă (Rhysodes sulcatus), Rosalia alpina
- pești (1): Parachondrostoma miegii

Pe lângă speciile protejate, pe teritoriul sitului au mai fost identificate 8 specii de plante, 2 specii de amfibieni, 5 specii de mamifere, 1 specie de nevertebrate, 1 specie de pești.